# 第13特科隊
第13特科隊（だいじゅうさんとっかたい、JGSDF 13th Artillery Unit）は、岡山県勝田郡奈義町の日本原駐屯地に駐屯していた、第13旅団の隷下の野戦特科部隊である。

## 概要
155mmりゅう弾砲 FH70を15門装備する火力戦闘部隊で隊本部、本部管理中隊および3個の射撃中隊から編成されていた。隊長は1等陸佐が充てられ、日本原駐屯地司令を兼ねていた。
1999年（平成11年）3月に第13師団の旅団化に伴い第13特科連隊を縮小改編し編成された。2024年（令和6年）3月に部隊廃止され、中部方面特科連隊第3特科大隊に再編された。

## 沿革
第13特科連隊
- 1962年（昭和37年）1月18日：第3特科連隊から分離独立して第13特科連隊が姫路駐屯地において編成完結。第13師団に隷属。第1特科大隊は第8普通科連隊第1大隊を基幹として出雲駐屯地において編成。
- 1965年（昭和40年）3月31日：日本原駐屯地開設により、第2特科大隊が姫路駐屯地から日本原駐屯地に移駐。
- 1970年（昭和45年）3月10日：第13師団の改編（甲師団化）に伴い、第4特科大隊、第5特科大隊第12射撃中隊および第6大隊第5射撃隊を姫路駐屯地に新編。
- 1971年（昭和46年）3月25日：第13特科連隊主力（第1特科大隊を除く）が姫路駐屯地から日本原駐屯地に移駐。
- 1975年（昭和50年）3月26日：35mm2連装高射機関砲 L-90の配備に伴い、第6大隊の第1～第5射撃隊を第1高射中隊、第2高射中隊に改編。
- 1981年（昭和56年）3月25日：第4特科大隊および第5特科大隊第12中隊を基幹とし、第6大隊から1個高射中隊を新編して、第2混成団特科大隊を日本原駐屯地に新編。
- 1991年（平成03年）3月29日：第6大隊が第13高射特科大隊として分離独立し、第13師団直轄となる。

第13特科隊
- 1999年（平成11年）3月29日：部隊改編。

1. 第13特科連隊を縮小改編し、第13特科隊（4個射撃中隊基幹）が日本原駐屯地に新編。第13旅団に隷属。
2. 第13特科連隊第1特科大隊が出雲駐屯地から日本原駐屯地に移駐し、廃止。

- 2004年（平成16年）3月29日：後方支援体制変換に伴い、整備部門を第13後方支援隊第2整備中隊特科直接支援小隊へ移管。
- 2008年（平成20年）3月26日：第4射撃中隊（コア中隊）を廃止。
- 2024年（令和06年）3月20日：第13特科隊（日本原駐屯地）を廃止。廃止後は中部方面特科連隊第3特科大隊として日本原駐屯地に再編。

## 廃止時の部隊編成
- 第13特科隊本部
- 本部管理中隊「13特-本」：対砲レーダ装置 JTPS-P16、対迫レーダ装置 JMPQ-P13
- 第1射撃中隊「13特-1」：155mmりゅう弾砲 FH70、中砲けん引車
- 第2射撃中隊「13特-2」：155mmりゅう弾砲 FH70、中砲けん引車
- 第3射撃中隊「13特-3」：155mmりゅう弾砲 FH70、中砲けん引車

第13特科連隊廃止時（1999年（平成11年）3月28日）
- 第13特科連隊本部
- 第13特科連隊本部中隊「13特-本」
- 情報中隊「13特-情」
- 第1特科大隊
  - 第1特科大隊本部
  - 本部管理中隊「13特-1-本」
  - 第1射撃中隊「13特-1-1」
  - 第2射撃中隊「13特-1-2」
- 第2特科大隊
  - 第2特科大隊本部
  - 本部管理中隊「13特-2-本」
  - 第3射撃中隊「13特-2-1」
  - 第4射撃中隊「13特-2-2」
- 第3特科大隊
  - 第3特科大隊本部
  - 本部管理中隊「13特-3-本」
  - 第5射撃中隊「13特-3-1」
  - 第6射撃中隊「13特-3-2」
- 第5特科大隊
  - 第5特科大隊本部
  - 本部管理中隊「13特-5-本」
  - 第9射撃中隊「13特-5-9」
  - 第10射撃中隊「13特-5-10」
  - 第11射撃中隊「13特-5-11」

## 整備支援部隊
- 第13後方支援隊第2整備中隊特科直接支援小隊「13後支-2整」（日本原駐屯地）：2004年（平成16年）3月29日から2024年（令和6年）3月20日の間。

## 歴代隊長
| 代 | 氏名       | 在職期間                        | 前職                                  | 後職                                            |
| -- | ---------- | ------------------------------- | ------------------------------------- | ----------------------------------------------- |
| 01 | 土屋正一   | 1962年01月18日 - 1963年07月31日 | 第3特科連隊付                         | 生徒教育隊教育科長                              |
| 02 | 鈴木靖隆   | 1963年08月01日 - 1966年07月15日 | 陸上自衛隊幹部候補生学校総務課長      | 陸上自衛隊関西地区補給処付                      |
| 03 | 秋田良三郎 | 1966年07月16日 - 1967年03月15日 | 陸上幕僚監部付                        | 防衛研修所所員                                  |
| 04 | 中野秀樹   | 1967年03月16日 - 1969年03月16日 | 陸上自衛隊幹部学校付                  | 陸上幕僚監部第1部広報班長                       |
| 05 | 塩田信良   | 1969年03月17日 - 1971年07月15日 | 陸上幕僚監部幕僚庶務室庶務班長        | 第11師団司令部幕僚長                            |
| 06 | 佐々木信雄 | 1971年07月16日 - 1973年03月15日 | 自衛隊鳥取地方連絡部長                | 第2教育団本部訓練科長                           |
| 07 | 荒田東雄   | 1973年03月16日 - 1975年03月16日 | 陸上幕僚監部第3部勤務                 | 統合幕僚会議事務局第5幕僚室勤務                 |
| 08 | 井元光雄   | 1975年03月17日 - 1977年03月15日 | 統合幕僚学校学校教官                  | 西部方面総監部総務課長                          |
| 09 | 南都健男   | 1977年03月16日 - 1979年03月15日 | 中部方面総監部第1部勤務               | 自衛隊和歌山地方連絡部長                        |
| 10 | 木下鎮     | 1979年03月16日 - 1980年07月31日 | 陸上幕僚監部調査部付                  | 第1特科団長 （陸将補昇任）                      |
| 11 | 高橋洋治   | 1980年08月01日 - 1982年08月01日 | 中部方面総監部調査部調査課長          | 陸上自衛隊幹部学校研究員                        |
| 12 | 岩丸淳一   | 1982年08月02日 - 1985年03月15日 | 陸上幕僚監部人事部厚生課 厚生班長     | 陸上自衛隊幹部学校学校教官                      |
| 13 | 兼安正次郎 | 1985年03月16日 - 1987年07月31日 | 中部方面総監部人事部人事課長          | 自衛隊体育学校第1教育課長                       |
| 14 | 小出章夫   | 1987年08月01日 - 1990年03月15日 | 陸上自衛隊幹部学校学校教官            | 陸上自衛隊富士学校総合研究開発部 主任研究開発官 |
| 15 | 山上登     | 1990年03月16日 - 1991年06月30日 | 陸上幕僚監部人事部募集課 総括班長     | 西部方面総監部人事部長                          |
| 16 | 竹田治朗   | 1991年07月01日 - 1994年06月30日 | 陸上幕僚監部付                        | 東部方面総監部防衛部長                          |
| 17 | 江藤文夫   | 1994年07月01日 - 1996年06月30日 | 陸上幕僚監部装備部装備計画課 企画班長 | 陸上幕僚監部防衛部防衛課長                      |
| 末 | 山本麻雄   | 1996年07月01日 - 1999年03月28日 | 陸上幕僚監部教育訓練部教育課 教育班長 | 北部方面総監部防衛部長                          |

| 代 | 氏名       | 在職期間                        | 前職                                  | 後職                                    |
| -- | ---------- | ------------------------------- | ------------------------------------- | --------------------------------------- |
| 01 | 佐藤暢彦   | 1999年03月29日 - 2000年07月31日 | 第13師団司令部付付                    | 統合幕僚会議事務局第3幕僚室 運用第2班長 |
| 02 | 山下裕貴   | 2000年08月01日 - 2002年03月31日 | 陸上幕僚監部付                        | 陸上幕僚監部防衛部防衛課編成班長        |
| 03 | 武谷博文   | 2002年04月01日 - 2003年07月31日 | 陸上幕僚監部人事部厚生課勤務          | 陸上自衛隊幹部学校付                    |
| 04 | 山本由春   | 2003年08月01日 - 2005年07月31日 | 第1特科団本部高級幕僚                 | 北部方面総監部人事部募集課長            |
| 05 | 福山尚正   | 2005年08月01日 - 2008年03月25日 | 陸上自衛隊富士学校教官                | 防衛医科大学校学生部主任訓練教官        |
| 06 | 髙橋弘典   | 2008年03月26日 - 2010年03月22日 | 陸上自衛隊富士学校特科部 訓練評価室長 | 陸上自衛隊幹部学校学校教官              |
| 07 | 本間敏弘   | 2010年03月23日 - 2012年03月29日 | 陸上自衛隊富士学校特科部研究課長      | 陸上自衛隊九州補給処総務部長            |
| 08 | 青木誠     | 2012年03月30日 - 2013年08月21日 | 陸上自衛隊幹部学校学校教官            | 陸上幕僚監部防衛部防衛課 防衛調整官     |
| 09 | 村上賢治   | 2013年08月22日 - 2015年12月17日 | 陸上自衛隊幹部学校付                  | 陸上自衛隊研究本部研究員                |
| 10 | 米良憲一郎 | 2015年12月18日 - 2017年07月31日 | 西部方面総監部人事部厚生課長          | 陸上自衛隊富士学校特科部 訓練評価室長   |
| 11 | 増田健吾   | 2017年08月01日 - 2019年03月25日 | 中央即応集団司令部人事部長            | 第6師団司令部火力調整部長               |
| 12 | 中川理     | 2019年03月26日 - 2021年03月14日 | 統合幕僚監部運用部運用第1課勤務       | 陸上自衛隊富士学校管理部 演習場管理課長 |
| 13 | 坂井健一   | 2021年03月15日 - 2023年03月12日 | 東北方面総監部防衛部訓練課長          | 部隊訓練評価隊副隊長                    |
| 14 | 西田誠     | 2023年03月13日 - 2024年03月20日 | 北部方面総監部防衛部防衛課 陸上連絡官 | 第10師団司令部火力調整部長              |

## 主要装備
- 155mmりゅう弾砲 FH70
- 中砲けん引車
- 対砲レーダ装置 JTPS-P16
- 対迫レーダ装置 JMPQ-P13
- 1/2tトラック / 73式小型トラック
- 1 1/2tトラック / 73式中型トラック
- 3 1/2tトラック / 73式大型トラック
- 12.7mm重機関銃
- 89式5.56mm小銃
- 110mm個人携帯対戦車弾
- 84mm無反動砲
- 9mm拳銃